# Mannerheim-linie

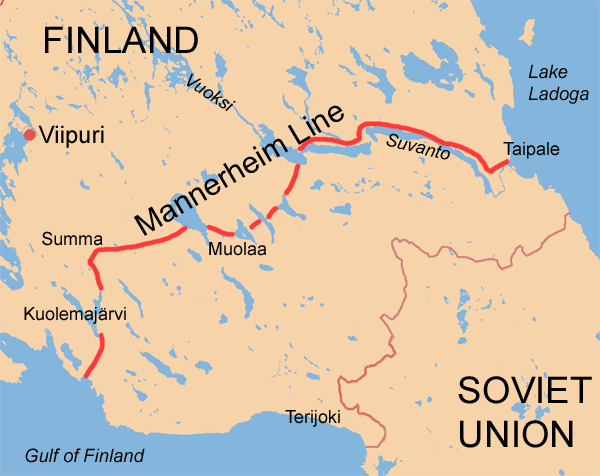
Mannerheim-linie

De Mannerheim-linie (Fins: Mannerheim-linja, Zweeds: Mannerheimlinjen) was een defensieve vestigingslijn op de Karelische Landengte gebouwd door Finland tegen de Sovjet-Unie. Tijdens de Winteroorlog werd deze linie bekend als de Mannerheim-linie, naar veldmaarschalk Carl Gustaf baron Mannerheim. De linie werd opgetrokken in twee fasen: 1920-1924 en 1932-1939. In november 1939, toen de winter begon was de linie nog niet compleet.